# Templo Pashupatinath
El templo Pashupatinath (en nepalí: पशुपतिनाथको मन्दिर) es uno de los más importantes templos hinduistas de Shiva en el mundo. Se encuentra ubicado a orillas del río Bagmati en la zona este de la ciudad de Katmandú, capital de Nepal. Según los creyentes, el templo es la sede de la deidad nacional, Pashupatinath.
El templo forma parte de la denominación Valle de Katmandú que está inscrita en la lista de la Patrimonio de la Humanidad de la Unesco desde 1979.
El templo es uno de los 275 Paadal Petra Sthalams (Moradas sagradas de Shiva en el continente). Anteriormente, solo a aquellos que eran hinduistas de nacimiento se les permitía entrar al templo. Las otras personas debían contentarse con observar el templo desde la otra orilla del río. Sin embargo, estas normas se han relajado a causa de numerosos incidentes. Si se encuentra en el destino del individuo, comenzará y completará su viaje hasta alcanzar estos escalones sin encontrar obstrucciones en su camino, se considera se encuentra bajo la gracia amorosa de Rudra. 
Los nepalíes lo consideran el templo más sagrado de entre todos los templos del dios Pasupati.
El templo Pashupatinath es el templo hinduista más antiguo de Katmandú. No se conoce con certeza cuando fue fundado. Según Nepal Mahatmaya y Himvatkhanda, Shiva adquirió gran devoción bajo la denominación de Pashupati (‘señor de las bestias’), en este lugar. La existencia del templo Pashupatinath se remonta al año 1400.[cita requerida]
La pagoda ricamente ornamentada aloja el sagrado shivalingam (‘falo de Shiva’)
Miles de peregrinos de todo el mundo vienen a conocer el templo y rendirle homenaje. A veces también es denominado el Templo de los Seres Vivos.
Este templo sobrevivió bastante bien al terremoto de Nepal del 25 de abril de 2015.

Templo Pashupatinath
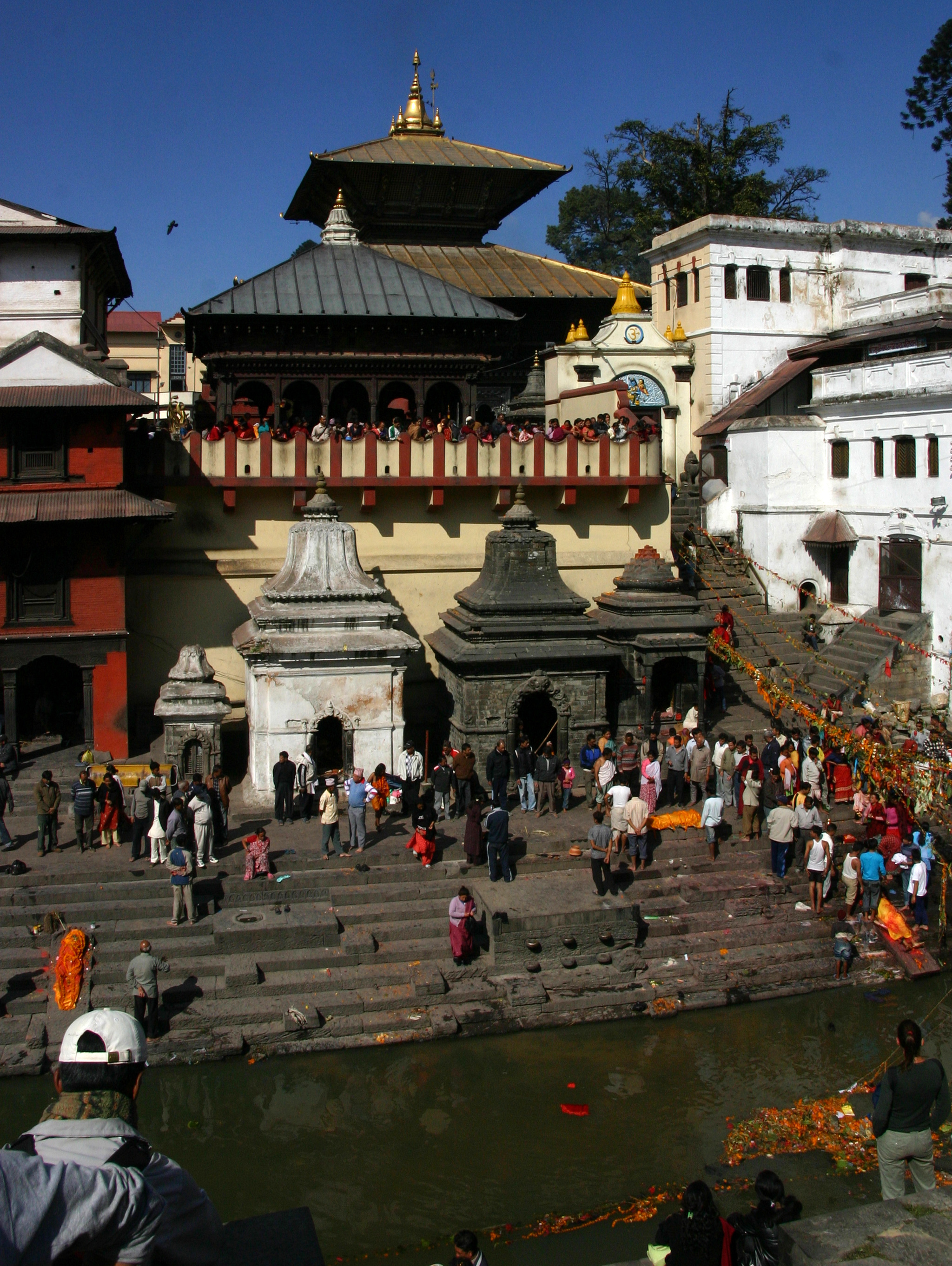
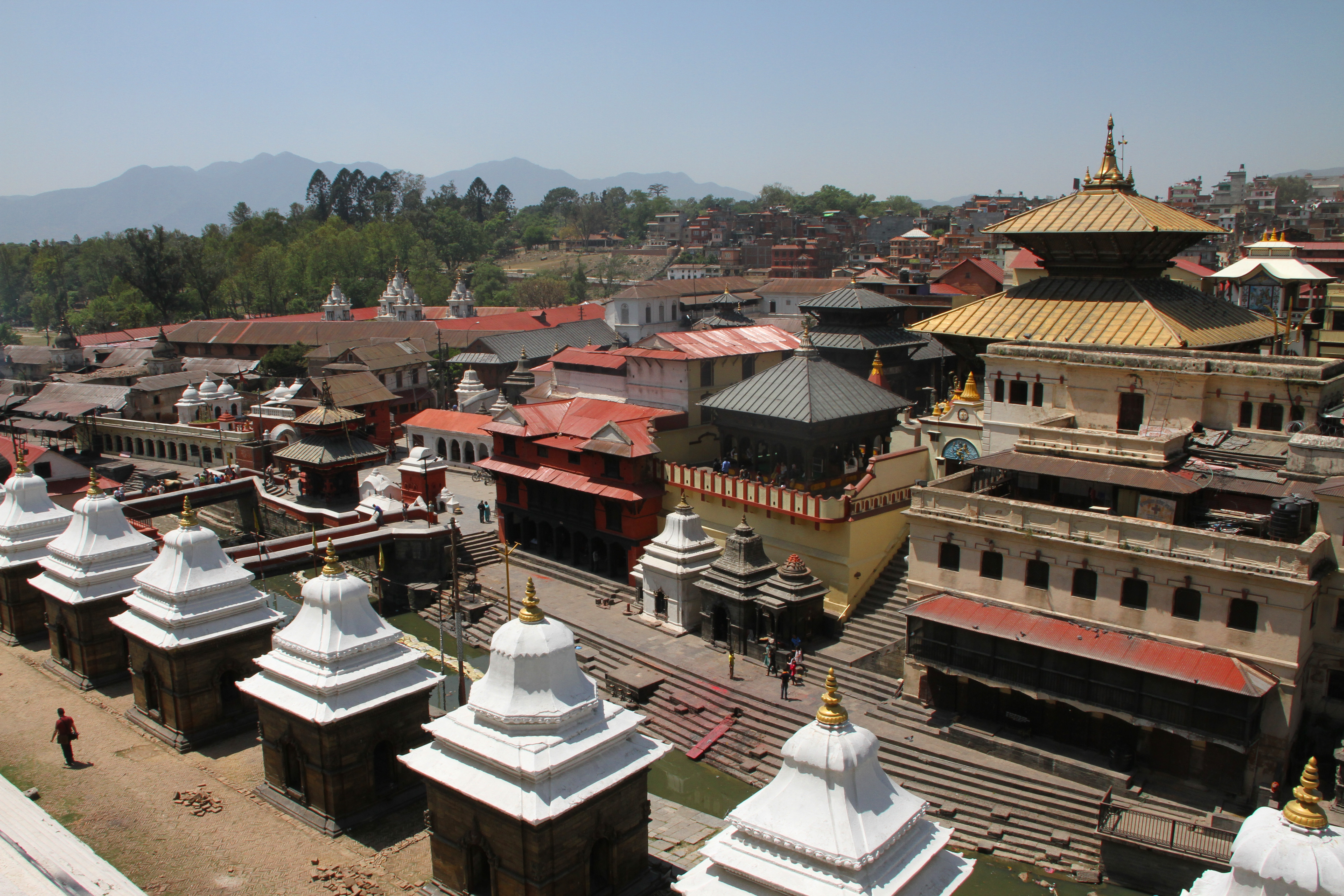
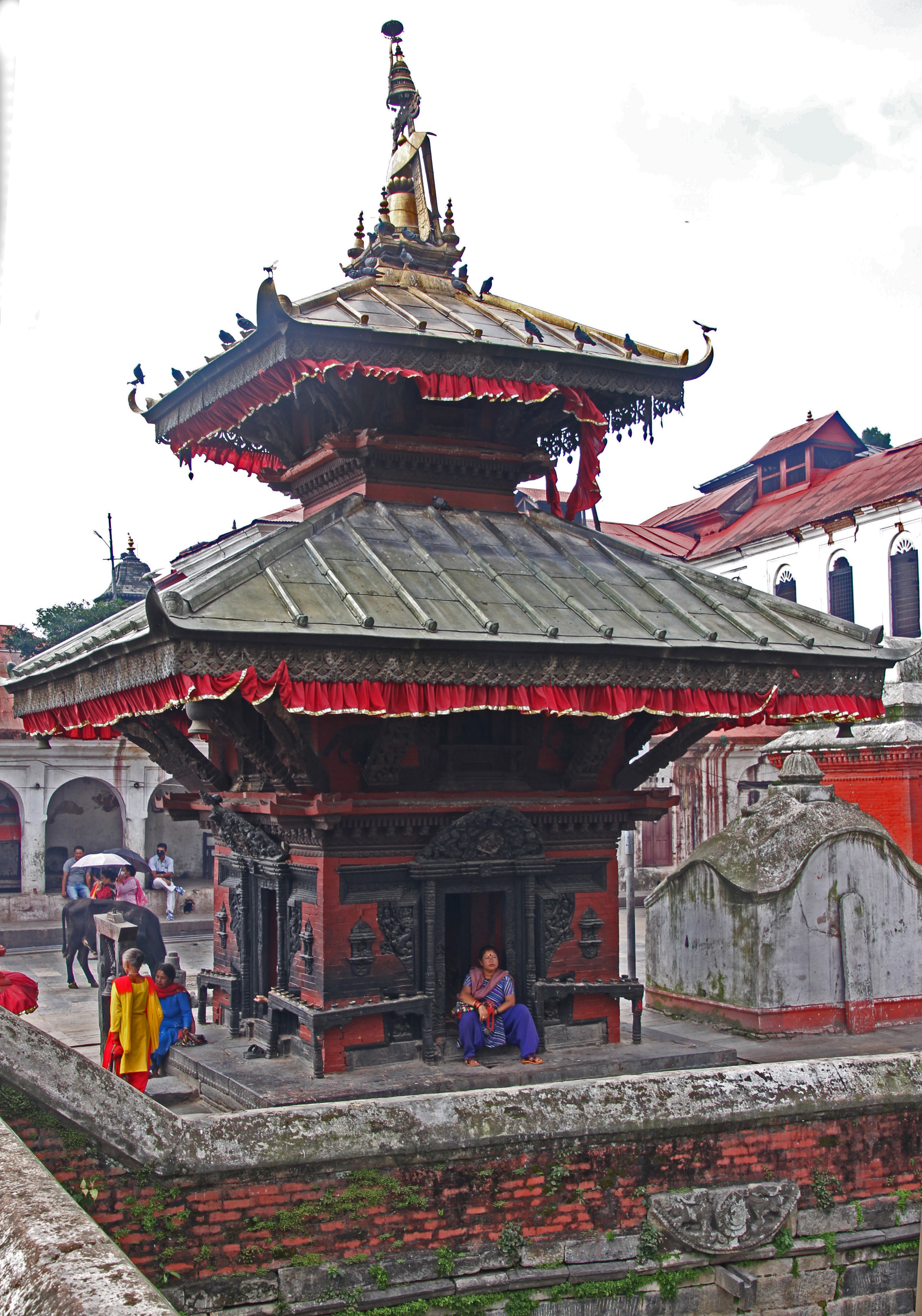
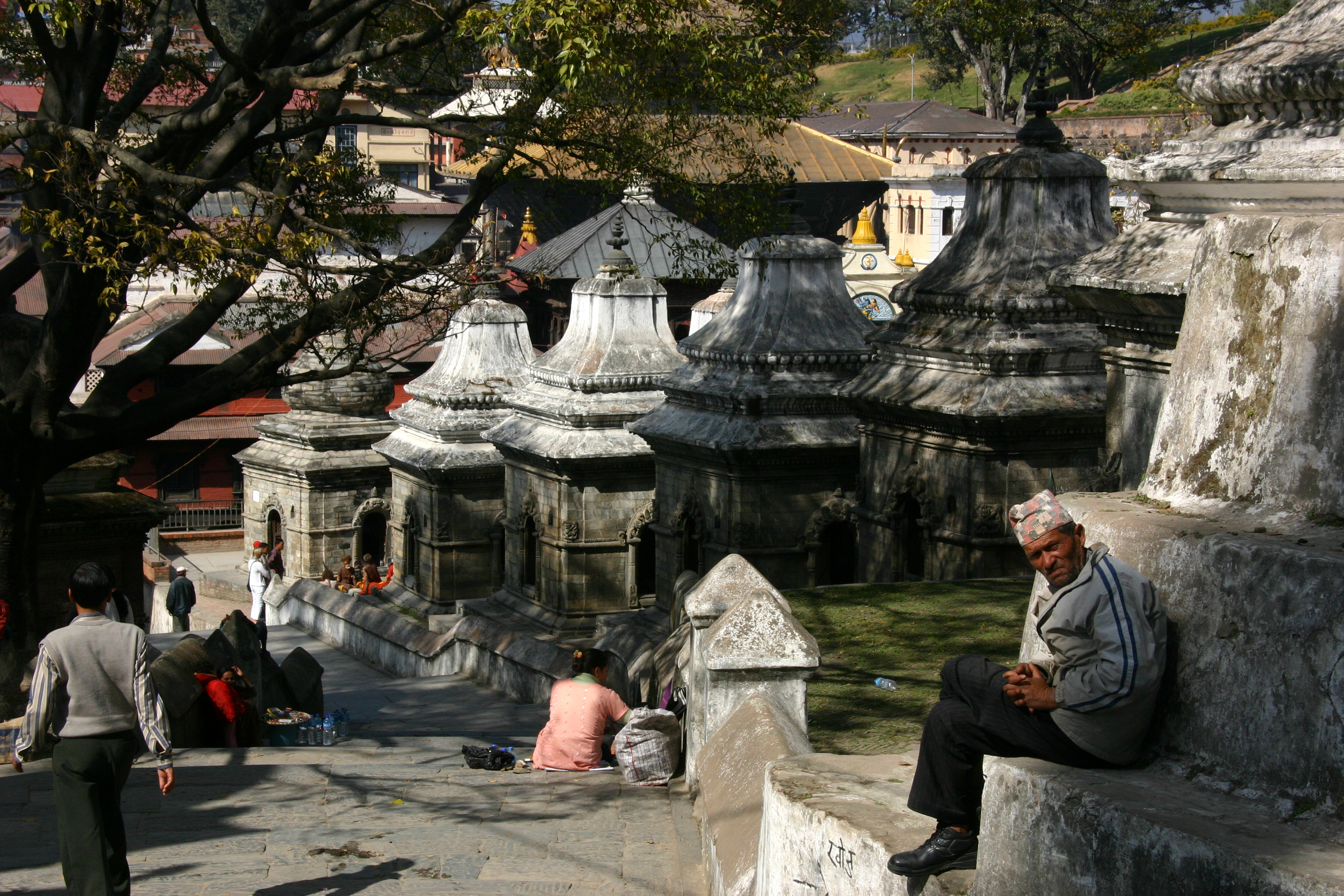
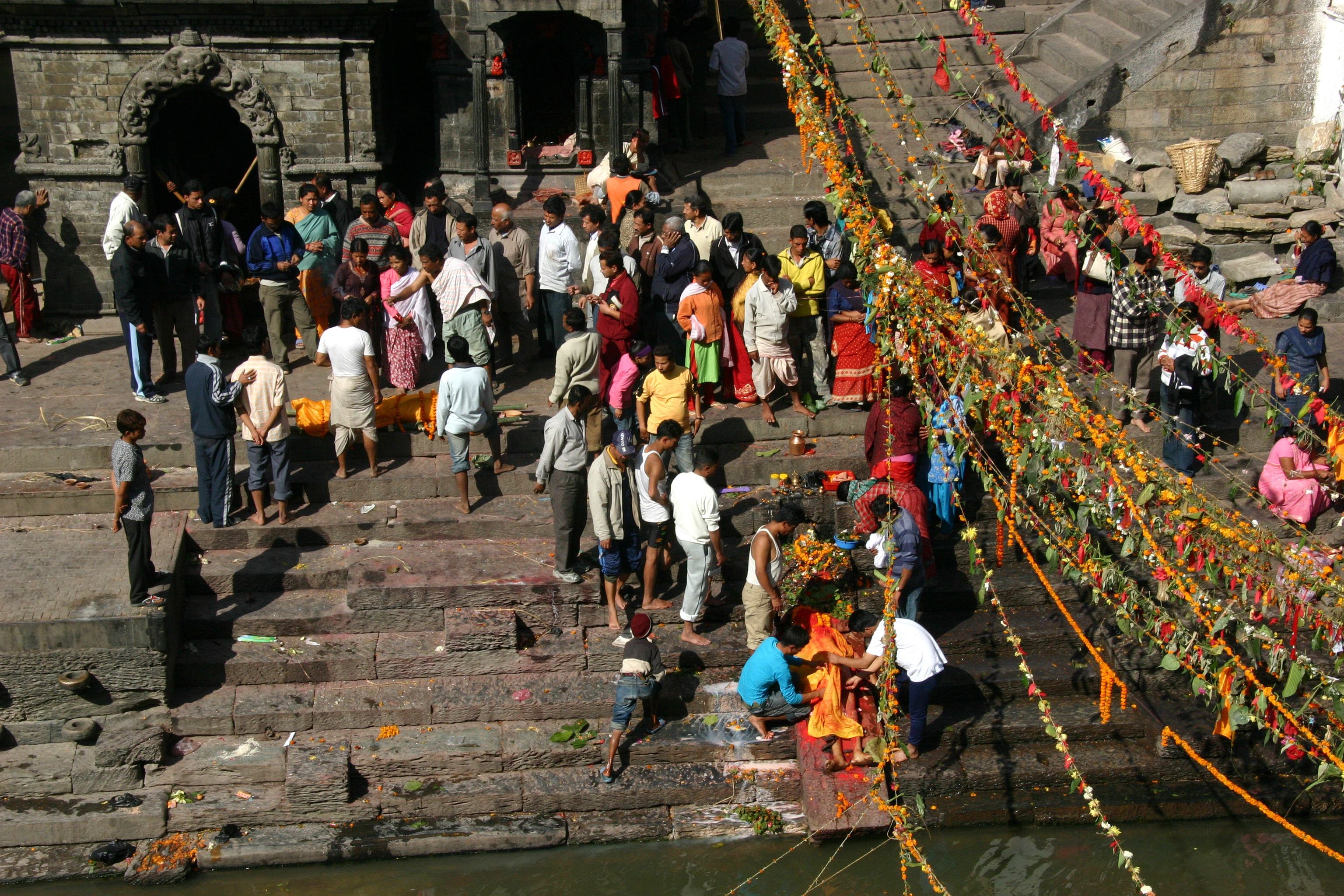
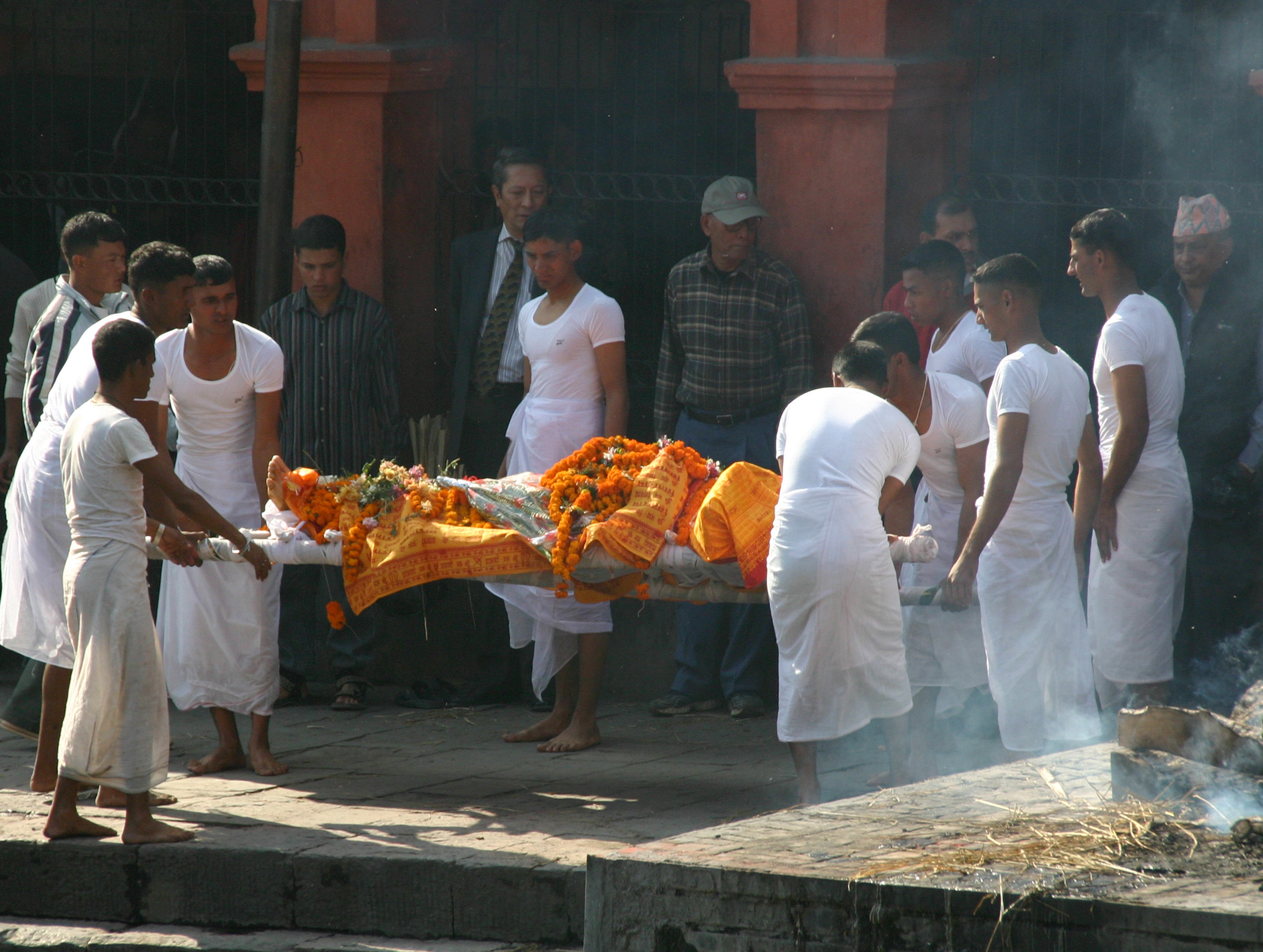
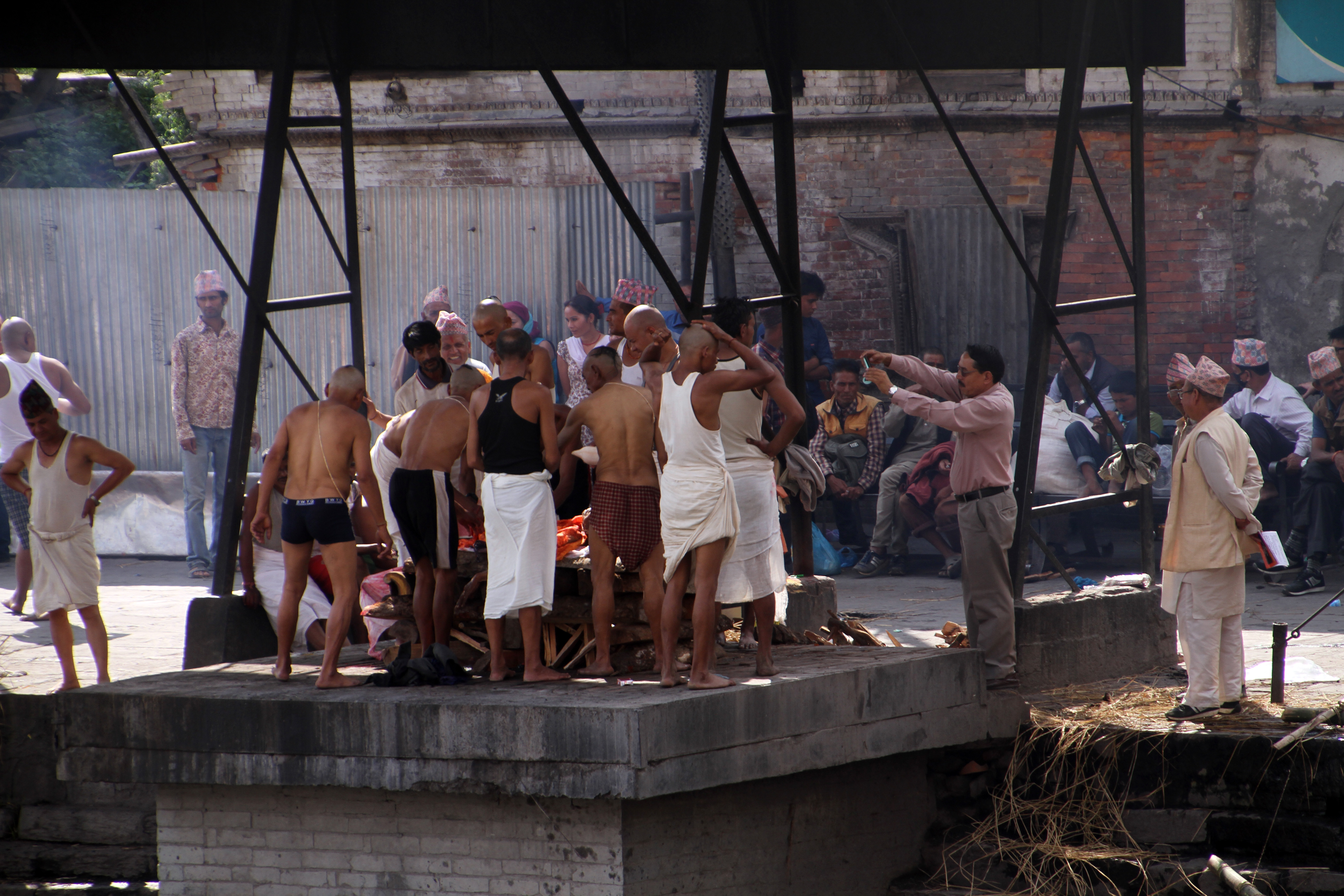
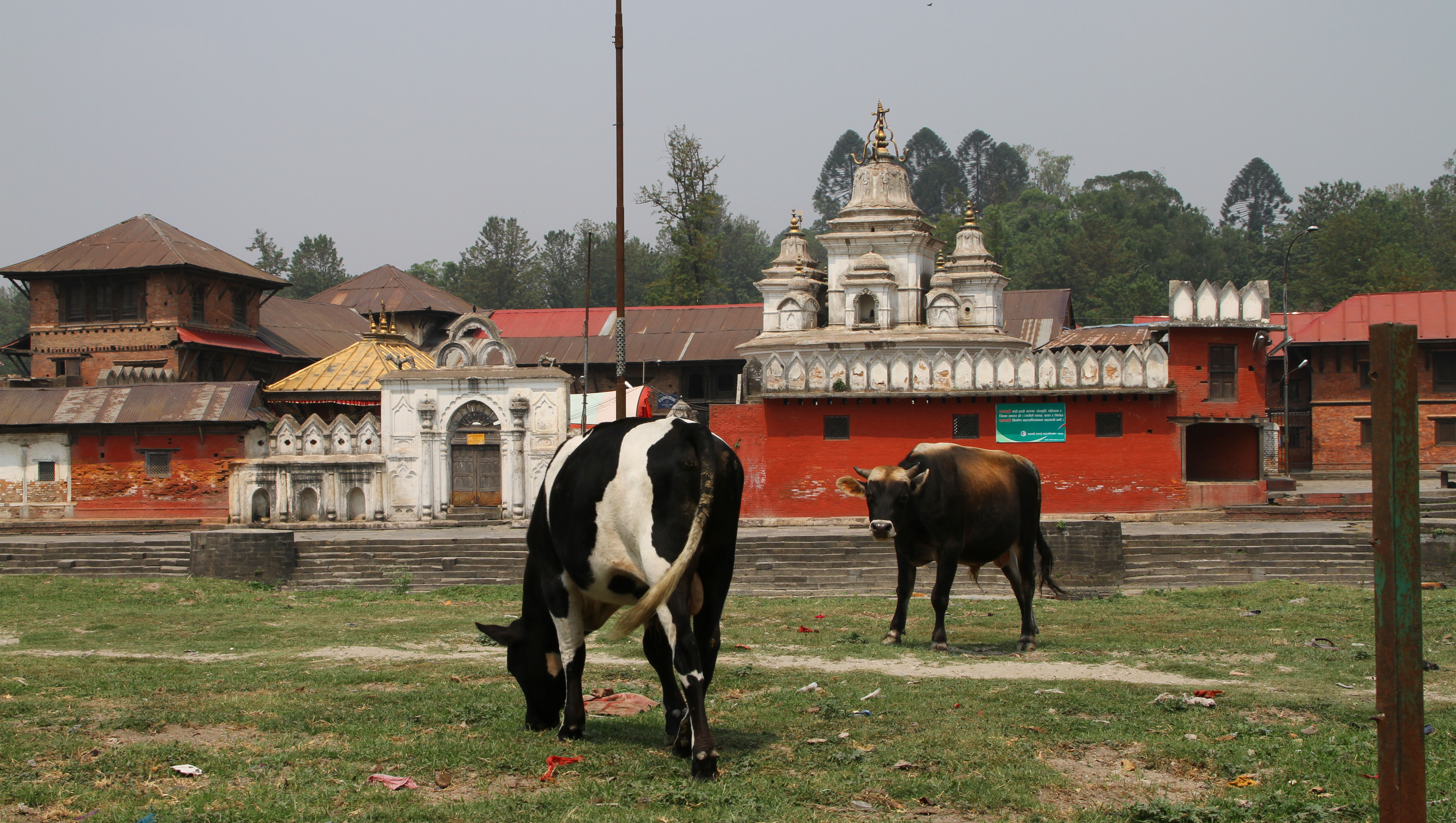